# Belita
Maria Belita Gladys Olive Lyne Jepson-Turner, née le 25 octobre 1923 à Hampshire et morte le 19 décembre 2005 à Montpeyroux (Hérault), connue sous le nom Belita, est une patineuse sur glace (surnommée The Ice Maiden), danseuse et actrice britannique.
Elle a participé aux Jeux olympiques d'hiver de 1936 avec l'équipe de Grande-Bretagne. Par la suite elle fait une carrière au cinéma, dans plusieurs productions de Monogram Pictures.

## Filmographie
- 1943 Silver Skates de Leslie Goodwins
- 1944 Invitation à la danse
- 1946 Suspense (Fatalité) de Frank Tuttle
- 1947 : Un gangster pas comme les autres (The Gangster) de Gordon Wiles
- 1948 : L'Emprise (The Hunted), de Jack Bernhard
- 1949 L'Homme de la tour Eiffel de Burgess Meredith
- 1953 Ne me quitte jamais (Never let me go) de Delmer Daves